# ماتریس سه‌قطری
ماتریس سه‌قطری (به انگلیسی: Tridiagonal matrix) در جبر خطی ماتریسی‌ست که تنها درایه‌های قطر اصلی و قطر سمت راست و چپ قطر اصلی غیرصفر باشند. مثلاً ماتریس زیر یک ماتریس سه‌قطری است:
{\displaystyle {\begin{pmatrix}1&4&0&0\\3&4&1&0\\0&2&3&4\\0&0&1&3\\\end{pmatrix}}}